# Parafia Świętych Apostołów Piotra i Pawła w Śledzianowie
Parafia pw. Świętych Apostołów Piotra i Pawła w Śledzianowie – parafia rzymskokatolicka, należąca do dekanatu Drohiczyn, diecezji drohiczyńskiej, metropolii białostockiej. 

## Historia
W latach 1934–1935 proboszczem parafii był ks. Henryk Kazimierowicz, przyjaciel Stanisława Ignacego Witkiewicza.

## Obszar parafii

### Miejscowości i ulice
W granicach parafii znajdują się miejscowości: 

- Arbasy,
- Arbasy Małe,
- Bużyski,
- Chechłowo,
- Obniże,
- Putkowice Nadolne,
- Śledzianów
- Wierzchuca Nagórna.